# Albin Oké

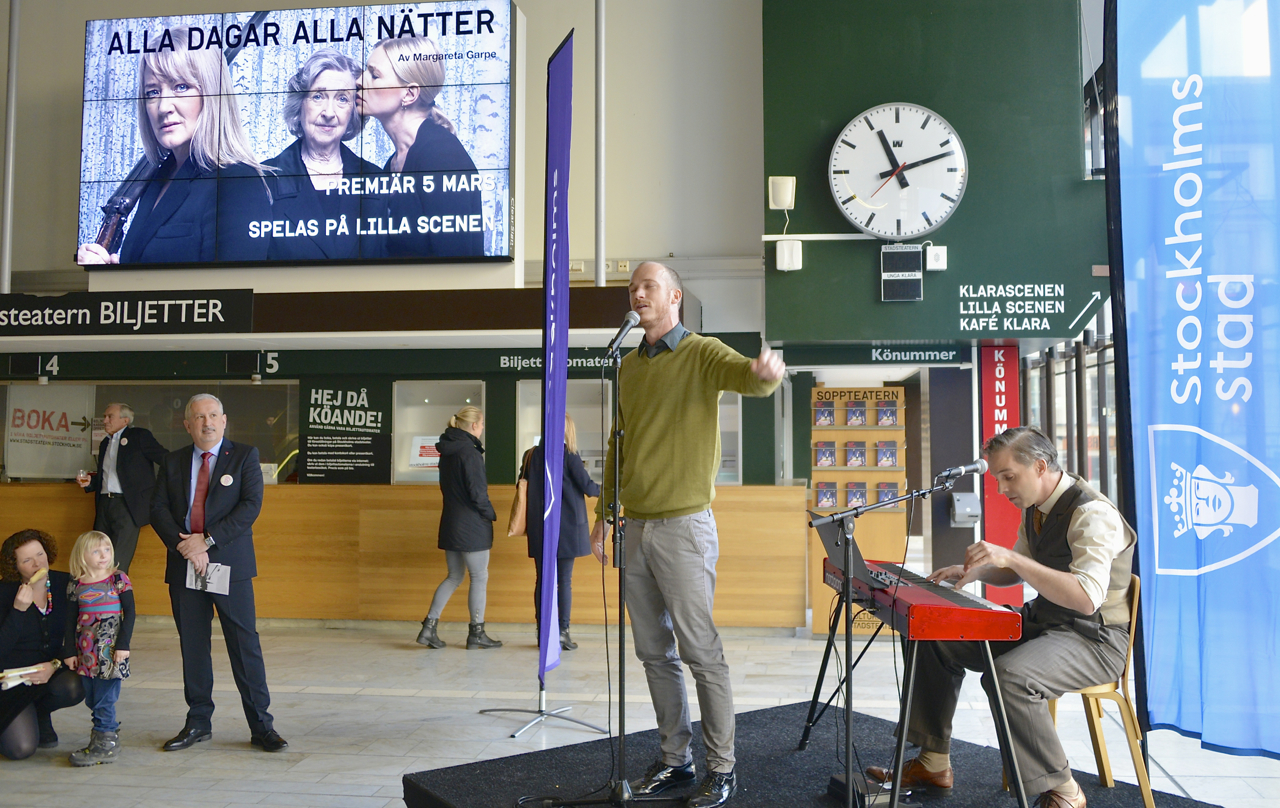
Albin Oké och Fredrik Meyer framför ett musiknummer på Kulturhuset Stadsteatern i Stockholm i samband med husets 40-årsfirande 2014.

Ulf Albin Oké, tidigare Flinkas, född Holmberg den 31 mars 1979 i Täby, är en svensk skådespelare, musikalartist och teaterchef. Han är sedan flera år knuten till Stockholms stadsteater. Sedan 2019 är han chef för Parkteatern i Stockholm.

## Biografi
Han växte upp i ett kollektiv i Stocksund. Han gick i skolan i Adolf Fredriks musikklasser för att senare fortsätta på sånglinjen på Södra Latin. År 1995, under första året på gymnasiet fick han som 16-åring sin första roll, som brevbäraren Rolf i Sound of Music på Göta Lejon, och hoppade senare av gymnasiet. Albin Oké fortsatte sedan få roller i musikaler och TV-serier innan han kom in på Teaterhögskolan i Stockholm.
Han har arbetat på Dramaten, Vasateatern, Göta Lejon, Norrlandsoperan, Länsteatern på Gotland, Elverket, Unga Klara, Radioteatern och Sveriges Television.
Hösten 2013 blev han konstnärlig ledare för Klara soppteater. År 2019 tog han över som chef för Parkteatern efter Sissela Kyle.

## Filmografi (urval)
- 1992 – En komikers uppväxt (TV)
- 1996 – Anna Holt - polis (TV)
- 1996 – Svensson, Svensson (TV)
- 1997 – Salve, Sommarlovsmorgon (TV)
- 1997 – Svensson, Svensson - filmen
- 1998 – Stormen (TV)
- 1998 – Skilda världar (TV)
- 2001 – Fru Marianne (TV)
- 2002 – Bella bland kryddor och kriminella (TV)
- 2004 – Sommarkåken, Sommarlovsmorgon (TV)
- 2006 – Mästerverket
- 2006 – Beck – Advokaten
- 2007 – Allt om min buske
- 2008 – Space Chimps
- 2008 – Honungsfällan (kortfilm)
- 2010 – Yogi Björn (röst som skogvaktare Smith)
- 2010 – Fyra år till
- 2011 – Tavlan
- 2011 – Smurfarna (röst som Patrick Winslow)
- 2013 – Smurfarna 2 (röst som Patrick Winslow)
- 2014 – Cloud 9 (röst som Will Cloud)
- 2017 – Skönheten och odjuret (röst som Lumière)
- 2017 – Modus  (TV-serie)

## Teater

### Roller (ej komplett)
| År   | Roll                          | Produktion                                                                    | Regi                                               | Teater                         |
| ---- | ----------------------------- | ----------------------------------------------------------------------------- | -------------------------------------------------- | ------------------------------ |
| 1999 | Louis de Lorche               | Markurells i Wadköping Hjalmar Bergman                                        | Peter Dalle                                        | Dramaten                       |
| 2000 | Kråk-Per                      | Klas Klättermus Thorbjörn Egner                                               |                                                    | Dramaten                       |
| 2001 | Louis                         | Markurells i Wadköping Hjalmar Bergman                                        |                                                    | Dramaten                       |
| 2001 | De Canisy                     | Maria Stuart                                                                  |                                                    | Dramaten                       |
| 2001 | Jack                          | Into the Woods Stephen Sondheim och James Lapine                              | Sven-Åke Gustavsson                                | Norrlandsoperan/ Profilteatern |
| 2005 | Ferdinand                     | Stormen (The Tempest) William Shakespeare                                     |                                                    | Stockholms stadsteater         |
| 2005 | Billy Gray                    | Geten, eller Vem är Sylvia? (The Goat or Who is Sylvia?) Edward Albee         | Christian Tomner                                   | Vasateatern                    |
| 2006 | Frank                         | Rädd                                                                          |                                                    | Profilteatern                  |
| 2007 | Vince                         | Hem till gården                                                               |                                                    | Dramaten                       |
| 2007 |                               | Tintin                                                                        |                                                    | Lovteatern                     |
| 2007 | Påfågeln                      | Alexander och påfågeln                                                        |                                                    | Dramaten                       |
| 2008 | Spencer                       | Edvard den andre                                                              |                                                    | Unga Klara                     |
| 2008 | Brel                          | Jacques Brel alive and well and living in Paris                               |                                                    | Parkteatern, Stockholm         |
| 2008 | Bobby                         | Cabaret John Kander, Fred Ebb och Joe Masteroff                               | Colin Nutley                                       | Stockholms stadsteater         |
| 2008 | Medverkande                   | Jacques Brel - De enda ord kanonerna förstår Albin Oké                        |                                                    | Kulturhuset Stadsteatern       |
| 2009 | Bellman                       | Life of Bellman                                                               |                                                    | Ulriksdals slott               |
| 2009 | d'Artagnans mor Felton        | De tre musketörerna Alexander Mørk-Eidem                                      | Alexander Mørk-Eidem                               | Stockholms stadsteater         |
| 2009 | Skorpan                       | Bröderna Lejonhjärta Astrid Lindgren                                          |                                                    | Stockholms stadsteater         |
| 2009 |                               | Lars Forssell is Alive and well in the Park i kväll                           |                                                    | Parkteatern                    |
| 2009 | Josef K                       | Processen (Der Prozess) Frans Kafka                                           |                                                    | Radioteatern                   |
| 2010 | Henrik Egerman                | Sommarnattens leende (A Little Night Music) Stephen Sondheim och Hugh Wheeler | Tobias Theorell                                    | Stockholms stadsteater         |
| 2010 | Bellman                       | Life of Bellman                                                               |                                                    | Ulriksdals slott               |
| 2010 | Oliver                        | Pride (The Pride) Alexi Kaye Campbell                                         | Gerhard Hoberstorfer                               | Stockholms stadsteater         |
| 2010 | Peder                         | Anonyma singlar Katrin Sundberg                                               | Katrin Sundberg                                    | Klara Soppteater               |
| 2010 | Yaal                          | Aniara Harry Martinson                                                        | Lars Rudolfsson                                    | Stockholms stadsteater         |
| 2011 | Claude                        | Hair Gerome Ragni, James Rado och Galt MacDermot                              | Ronny Danielsson                                   | Stockholms stadsteater         |
| 2011 | Prior Walter                  | Angels in America Tony Kushner                                                | Eva Dahlman                                        | Stockholms stadsteater         |
| 2012 | d'Artagnans mor Felton Jussac | De tre musketörerna Alexander Mørk-Eidem                                      | Alexander Mørk-Eidem                               | Stockholms stadsteater         |
| 2014 | Medverkande                   | En lunch med Forssell Albin Oké och Fredrik Meyer                             |                                                    | Kulturhuset Stadsteatern       |
| 2014 | Arvid Stjärnblom              | Den allvarsamma leken Emma Sandanam och Mette Herlitz                         | Albin Oké Maja Rung Fredrik Meyer Marika Willstedt | Kulturhuset Stadsteatern       |
| 2015 | Orfeus                        | Orfeus och Eurydike Emma Sandanam och Mette Herlitz                           | Albin Oké Maja Rung Fredrik Meyer Marika Willstedt | Kulturhuset Stadsteatern       |
| 2015 | Cliff Bradshaw                | Cabaret John Kander, Fred Ebb och Joe Masteroff                               | Ronny Danielsson                                   | Kulturhuset Stadsteatern       |
| 2015 | Medverkande                   | Aniara Harry Martinson                                                        |                                                    | Kulturhuset Stadsteatern       |
| 2016 | Medverkande                   | Närmare döden - En tvåpersonersrevy Lotta Olsson                              | Albin Oké Fredrik Meyer                            | Kulturhuset Stadsteatern       |
| 2016 | Prins Tamino                  | Trollflöjten 2.0 Emma Sandanam och Mette Herlitz                              | Fredrik Meyer                                      | Parkteatern                    |
| 2016 | Medverkande                   | En tröst om hösten - En revy i tiden Adde Malmberg                            | Adde Malmberg                                      | Kulturhuset Stadsteatern       |
| 2016 | Medverkande                   | Jacques Brel - De enda ord kanonerna förstår Albin Oké                        |                                                    | Kulturhuset Stadsteatern       |
| 2017 | Medverkande                   | Närmare döden - En tvåpersonersrevy Lotta Olsson                              | Albin Oké Fredrik Meyer                            | Kulturhuset Stadsteatern       |
| 2017 | Orfeus                        | Orfeus och Eurydike Emma Sandanam och Mette Herlitz                           | Albin Oké Maja Rung Fredrik Meyer Marika Willstedt | Kulturhuset Stadsteatern       |
| 2017 | Medverkande                   | En lunch med Forssell Albin Oké och Fredrik Meyer                             |                                                    | Kulturhuset Stadsteatern       |
| 2017 | Medverkande                   | Aniara Harry Martinson                                                        |                                                    | Kulturhuset Stadsteatern       |
| 2019 | Medverkande                   | Elvira Madigan Emma Sandanam och Mette Herlitz                                | Anna Ståhl                                         | Parkteatern, Stockholm         |
| 2022 | Doktor Frisk Doktor Galén     | Next to Normal Brian Yorkey och Tom Kitt                                      | Ronny Danielsson                                   | Uppsala stadsteater            |

- Miss Saigon
- Celine
- Sound of Music
- Råttfångaren

## Annat
- 2011 – Allsång på Skansen i SVT (program 7 av 8)
- 2011 – Så ska det låta i SVT
- 2000 – Dramatens Millennierevy på Dramaten
- 2008 – Grattis Lasse på Vasateatern
- 2009 – Nu glider gladan slint i snögan snår på Dansmuseet